# Rio Verde (vattendrag i Brasilien, Goiás, lat -15,38, long -48,57)
Rio Verde är ett vattendrag i Brasilien.   Det ligger i delstaten Goiás, i den centrala delen av landet, 80 km nordväst om huvudstaden Brasília.
Omgivningen kring Rio Verde är huvudsakligen savann. Området är  glesbefolkat, med 8 invånare per kvadratkilometer.